# Promozione Liguria 1968-1969
Nella stagione 1968-1969 la Promozione era il quinto livello del calcio italiano (il massimo livello regionale).
Il campionato è strutturato in vari gironi all'italiana su base regionale, gestiti dai Comitati Regionali di competenza. Promozioni alla categoria superiore e retrocessioni in quella inferiore non erano sempre omogenee; erano quantificate all'inizio del campionato dal Comitato Regionale secondo le direttive stabilite dalla Lega Nazionale Dilettanti, ma flessibili, in relazione al numero delle società retrocesse dal campionato di Serie D e perciò, a seconda delle varie situazioni regionali, la fine del campionato poteva avere degli spareggi sia di promozione che di retrocessione.
Questo è il girone organizzato dal Comitato Regionale Ligure a cui era demandata l'organizzazione dei campionati delle squadre della Liguria.

## Squadre partecipanti
| Squadra                            | Città                        |
| ---------------------------------- | ---------------------------- |
| A.S. Campese Mobilificio Triestino | Campo Ligure (GE)            |
| U.S. Dianese                       | Diano Marina (IM)            |
| ?.?. Fulgorcavi                    | Uscio (GE)                   |
| U.S. Gagliardi Loanesi             | Loano (SV)                   |
| Gruppo Sportivo "C"                | Genova-Pegli                 |
| U.S. Lavagnese                     | Lavagna (GE)                 |
| S.C. Ligorna                       | Genova                       |
| S.C. Molassana Boero               | Molassana (GE)               |
| U.S. Pontedecimo                   | Pontedecimo (GE)             |
| U.S. Pro Molare                    | Molare (AL)                  |
| Pol. Pro Recco                     | Recco (GE)                   |
| A.C. Sammargheritese               | Santa Margherita Ligure (GE) |
| U.S. Sant'Agostino di Sant'Olcese  | Sant'Olcese (GE)             |
| F.B.C. Vado                        | Vado Ligure (SV)             |
| F.B.C. Varazze                     | Varazze (SV)                 |
| S.S. Vigili Urbani Giulio Borse    | Genova                       |

## Classifica finale
|  | Pos. | Squadra                    | Pt | G  | V  | N  | P  | GF | GS | DR  |
|  | ---- | -------------------------- | -- | -- | -- | -- | -- | -- | -- | --- |
|  | 1.   | Pro Molare                 | 42 | 30 | 16 | 10 | 4  | 53 | 27 | +26 |
|  | 2.   | Campese M.Triestino        | 42 | 30 | 15 | 12 | 3  | 40 | 25 | +15 |
|  | 3.   | Molassana Boero            | 39 | 30 | 13 | 13 | 4  | 30 | 17 | +13 |
|  | 4.   | Sammargheritese            | 38 | 30 | 16 | 6  | 8  | 45 | 19 | +26 |
|  | 5.   | Vado                       | 34 | 30 | 13 | 8  | 9  | 36 | 29 | +7  |
|  | 6.   | Pontedecimo                | 32 | 30 | 9  | 14 | 7  | 33 | 30 | +3  |
|  | 7.   | Gruppo C                   | 31 | 30 | 12 | 7  | 11 | 44 | 37 | +7  |
|  | 8.   | Gagliardi Loanesi          | 30 | 30 | 10 | 10 | 10 | 26 | 36 | -10 |
|  | 9.   | Dianese                    | 28 | 30 | 9  | 10 | 11 | 27 | 34 | -7  |
|  | 9.   | Lavagnese                  | 28 | 30 | 5  | 18 | 7  | 23 | 23 | 0   |
|  | 9.   | Varazze                    | 28 | 30 | 8  | 12 | 10 | 42 | 45 | -3  |
|  | 11.  | Fulgorcavi                 | 26 | 30 | 7  | 12 | 11 | 43 | 37 | +6  |
|  | 11.  | S.Agostino di S.Olcese     | 26 | 30 | 7  | 12 | 11 | 38 | 36 | +2  |
|  | 14.  | Pro Recco                  | 25 | 30 | 8  | 9  | 13 | 21 | 30 | -9  |
|  | 15.  | Vigili Urbani Giulio Borse | 23 | 30 | 2  | 19 | 9  | 18 | 30 | -12 |
|  | 16.  | Ligorna                    | 8  | 30 | 2  | 4  | 24 | 15 | 79 | -64 |

Legenda:
      Promosso in Serie D 1969-1970.
      Retrocesso in Prima Categoria 1969-1970.
Regolamento:
Due punti a vittoria, uno a pareggio, zero a sconfitta.
Pari merito in caso di pari punti per le squadre non in zona promozione e/o retrocessione.
Differenza reti per le squadre in zona retrocessione. La peggiore retrocede.
Note:

### Libri
- Annuario F.I.G.C. 1968-1969 - Roma (1970), conservato presso:
  - tutti i Comitati Regionali F.I.G.C.-L.N.D.;
  - la Lega Nazionale Professionisti;
  - Biblioteca Nazionale Centrale di Firenze.
- Gianluigi Raffo, Carlo Fontanelli, L'Unione che forza! 90 anni con l'U.S. Lavagnese, Empoli (FI), Geo Edizioni S.r.l..
- Nanni De Marco, Balestrino, De Vincenzo, Grasso e Varicelli, Storia del Vado F.B.C. 1913 - 1913-1999 - 86º anno di fondazione, Savona, Marco Sabatelli Editore, 1999.

### Giornali
- Archivio della Gazzetta dello Sport, stagione 1968-1969, consultabile presso le Biblioteche:
  - Biblioteca Nazionale Braidense di Milano;
  - Biblioteca Nazionale Centrale di Firenze;
  - Biblioteca Nazionale Centrale di Roma;
  - Biblioteca Civica Berio di Genova;
  - e presso Emeroteca del C.O.N.I. di Roma (non è online ma è da consultare in sede).